# Titannitrid
Titannitrid ist eine chemische Verbindung der beiden Elemente Titan und Stickstoff mit der Verhältnisformel TiN. Es ist ein metallischer Hartstoff von typisch goldgelber Farbe. Das keramische Material zeichnet sich durch sehr große Härte und Korrosionsbeständigkeit aus, woraus sich eine Reihe technischer Anwendungen ergeben.
In der Natur ist Titannitrid als seltenes Meteoritenmineral Osbornit bekannt.

## Gewinnung und Darstellung
Titannitrid wird in der Regel in Form mikrometer-dünner Beschichtungen hergestellt, seltener als keramischer Körper oder als Pulver.
Eine Herstellung aus den Elementen ist bei Temperaturen oberhalb von 1200 °C möglich, wobei auf den Ausschluss von Luftsauerstoff und Feuchtigkeit geachtet werden muss, was verfahrenstechnisch aufwendig ist. Dieser Prozess der direkten Nitridierung des Titans wird durch folgende Reaktionsgleichung beschrieben:
{\displaystyle \mathrm {2\ Ti+N_{2}\longrightarrow 2\ TiN} }
Eine weitere Möglichkeit, Titannitrid herzustellen, ist die Gasphasenammonolyse bei Temperaturen oberhalb 900 °C. Dabei wird das im Titantetrachlorid enthaltene Titan von der Oxidationsstufe +4 auf +3 im Titannitrid reduziert. Als Elektronenlieferant dient der Stickstoff aus Ammoniak. Ähnlich wie bei der direkten Nitridierung des Titans muss auf Ausschluss von Sauerstoff und Feuchtigkeit geachtet werden. Die Gasphasenammonolyse kann durch folgende Reaktionsgleichung beschrieben werden:
{\displaystyle \mathrm {4\ TiCl_{4}+6\ NH_{3}\longrightarrow 4\ TiN+16\ HCl+N_{2}+H_{2}} }
Im Überschuss von Ammoniak bildet sich Ammoniumchlorid.
Die folgenden Verfahren beziehen sich auf die Erzeugung von TiN zu Beschichtungszwecken
- Die direkte Nitridierung von Titan erfolgt in einer KCN/K2CO3-Salzschmelze. Gängige Verfahren sind dabei das Einsatzhärten im cyanidhaltigen Salzbad (TIDURAN-Verfahren), das Hochdrucknitridieren (TIDUNIT-Verfahren) und das Plasmanitrieren in einer Wasserstoff/Stickstoff Atmosphäre. Eine durch Nitridierung gewonnene Schutzschicht besteht in der Regel aus einer ca. 10 μm dicken Verbindungsschicht und einer 50–200 μm dicken Diffusionsschicht. Beim Plasmanitrieren ist es möglich, einen Schichtaufbau ohne Verbindungsschicht zu erhalten.
- Synthese aus Titanchlorid und Stickstoff durch Wasserstoff-Plasmabeschichtung (Dünnschichten) entsprechend der Reaktionsgleichung:

{\displaystyle \mathrm {2\ TiCl_{4}+4\ H_{2}+N_{2}\longrightarrow 2\ TiN+8\ HCl} }
- Dünne Schichten, die auf SiO2 Halbleitereigenschaften besitzen, lassen sich durch chemische Gasphasenabscheidung (CVD) mit TDMAT erzeugen.

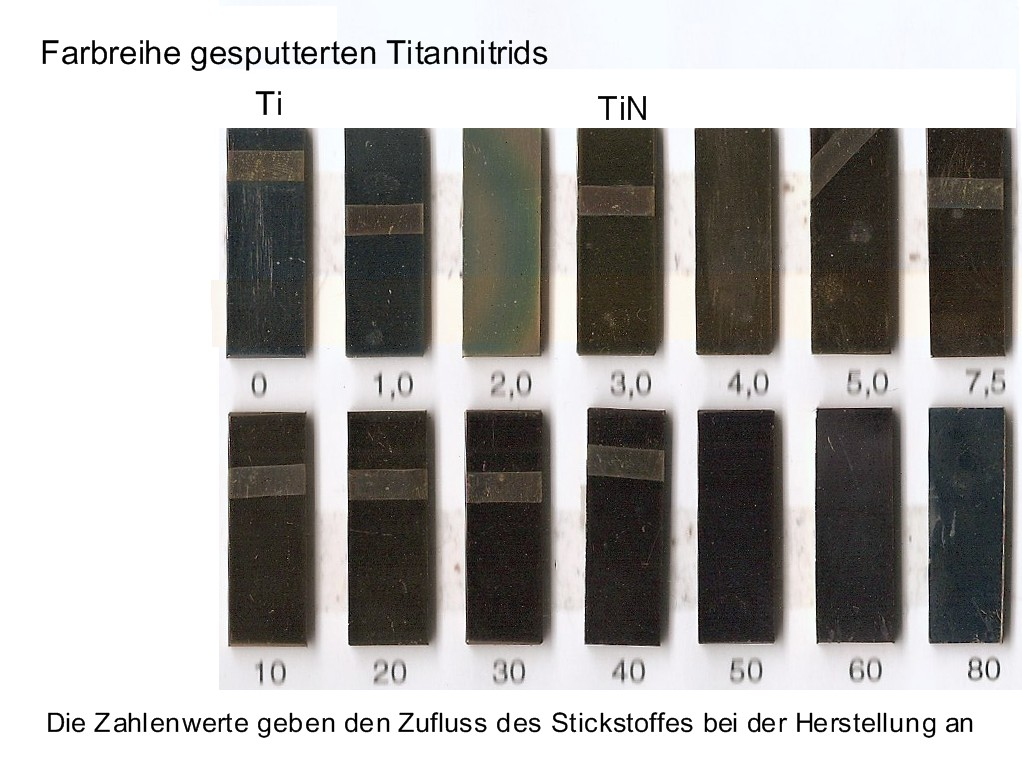
Titan-Nitrid-Schichten mit steigendem Stickstoffgehalt durch Sputtern erzeugt

- Dünne Schichten lassen sich ebenso auf Metallen und einigen Polymeren abscheiden, vornehmlich durch physikalische Abscheidung aus der Gasphase (PVD-Verfahren), z. B. durch Sputtern[4]. Hierbei wird eine Titanplatte mit Edelgasionen (Argon) beschossen, woraufhin sich Titan-Atome und Stickstoff aus der Sputteratmosphäre auf den Substraten niederschlagen. Die Konzentration des Stickstoffs in der Atmosphäre bestimmt dabei die nachherige Konzentration in der entstehenden Schicht. Es sind von reinem Titan über epsilon-Ti2N und dem stöchiometrischen TiN auch Schichten mit mehr Stickstoff als Titan abscheidbar. Abhängig vom Stickstoffgehalt variieren die physikalischen Eigenschaften zwischen denen von reinem Titan und Titan-Nitrid (TiN). Überstöchiometrische Schichten zeigen neben einer bronzebraunen Färbung eine Härte, die nur etwa halb so groß ist wie die von TiN.

Die Herstellung keramischer Körper gestaltet sich schwierig, da reines TiN aufgrund seines hohen kovalenten Bindungscharakters nur eine geringe Sinteraktivität besitzt. Daher sind Verdichtung der TiN-Formkörper, der Einsatz von Sinteradditiven und externer Druck erforderlich. Ohne diesen Druck erreichen die Keramiken nicht die theoretische Dichte und andere vorteilhafte Eigenschaften. Es sind aber Verfahren bekannt, die durch extrem feine, sogenannte nanoskalige Pulver als Ausgangsmaterial diese hohen Pressdrücke vermeiden.

## Eigenschaften

### Physikalische Eigenschaften

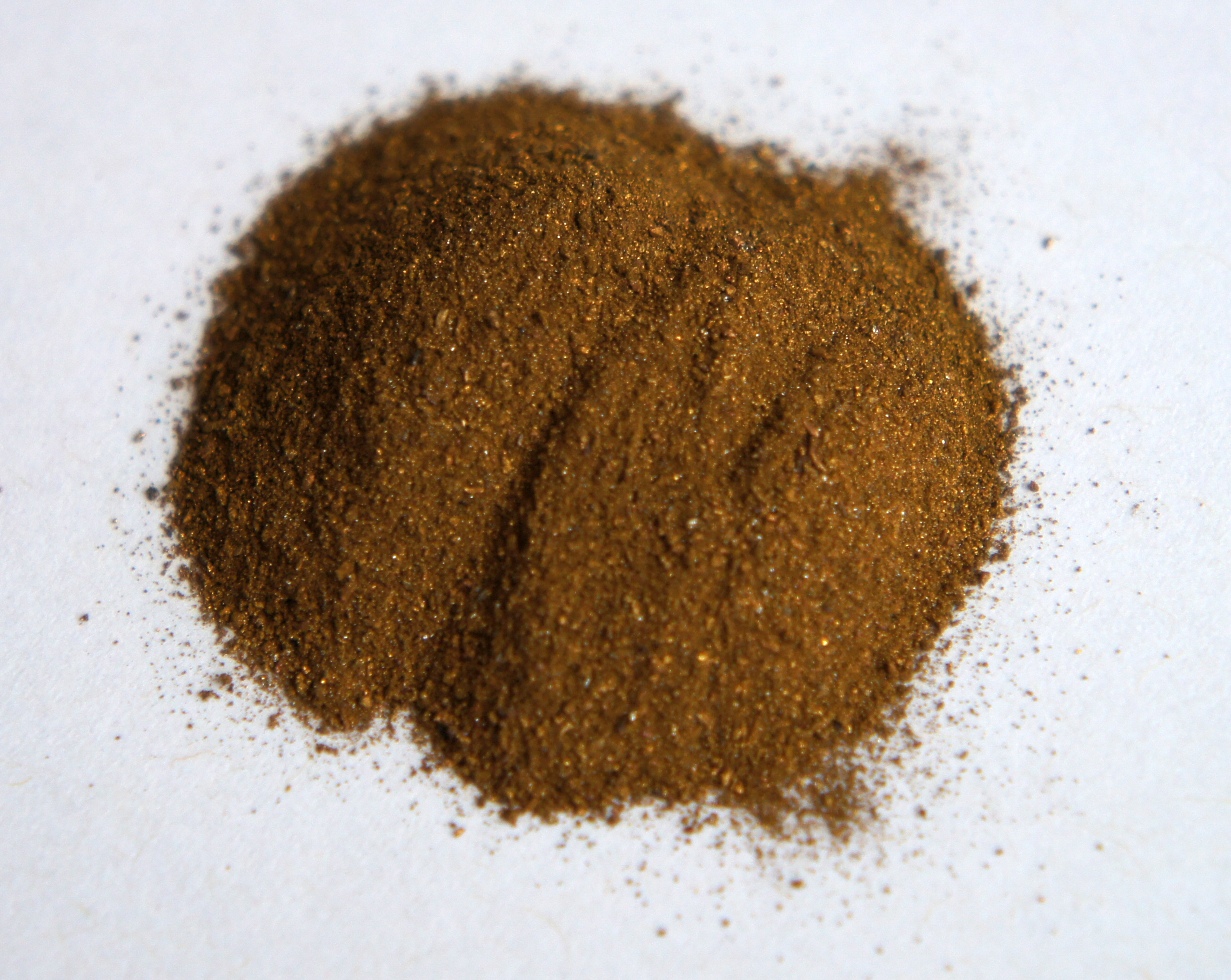
Titannitrid als Pulver

TiN weist eine Einlagerungsstruktur auf und kristallisiert im Kochsalzgitter, wobei die Titanatome ein flächenzentriertes kubisches Gitter bilden und die kleinen Stickstoffatome in den Oktaederlücken der Basisstruktur eingelagert werden. Die diesen metallischen Hartstoff charakterisierende Kristallstruktur ist nur im Verbund und nicht in Gestalt einzelner Moleküle existent, was sich in seiner Unlösbarkeit in fast allen, selbst aggressiven Lösungsmitteln widerspiegelt. Die hohe Härte ist höher als jene der meisten metallischen Werkstoffe, wird allerdings von Titancarbid noch übertroffen. Die Härte liegt bei 2450 HV (zum Vergleich Aluminiumoxid 2100 HV, Titancarbid bis zu 4000 HV). TiN hat einen sehr hohen Schmelzpunkt, aber keinen Siedepunkt, da eine vorzeitige Zersetzung erfolgt. Das Material besitzt gute Reibungseigenschaften und ist daher für Systeme mit besonderen Anforderungen an geringem Verschleiß interessant. Die Haftung auf anderen Materialien ist sehr gering. Im Gegensatz zu nichtmetallischen Hartstoffen wie Diamant, B4C oder Siliciumcarbid zeigt TiN ausgeprägtes metallisches Verhalten, wie die Leitfähigkeit für elektrischen Strom. Der Temperaturkoeffizient des elektrischen Widerstands ist positiv und das magnetische Verhalten ist durch einen schwachen, von der Temperatur abhängigen Paramagnetismus gekennzeichnet. Bei einer Temperatur von T = 4,86 K ist TiN supraleitend. Bei Temperaturen zwischen 20 und 70 Millikelvin und einem äußeren Magnetfeld von 0,9 Tesla bricht die Supraleitfähigkeit jedoch zusammen und geht in einen superisolierenden Zustand über, der erst bei höheren elektrischen Feldstärken zusammenbricht. TiN besitzt ein hohes Reflexionsvermögen für Infrarotstrahlung, sein Reflexionsspektrum ist ähnlich dem von Gold.
Durch die Zugabe von wenigen Atomprozent amorphem Silicium zu Titannitrid können extreme Veränderungen der mechanischen Eigenschaften (Steigerung von Härte und Bruchzähigkeit) erzielt werden.
Die hohe technische Leistungsfähigkeit dieses Materials wird durch seine Sprödigkeit gemindert, weshalb es hauptsächlich in Form von feinen Beschichtungen verwendet wird.
Weitere physikalische Eigenschaften
- Wärmeleitfähigkeit: 29,1 W·m−1·K−1
- Hall-Konstante: 0,67
- Magnetische Suszeptibilität: + 0,8
- spezifischer Widerstand: 20 µΩ cm

### Chemische Eigenschaften
Titannitrid ist grundsätzlich extrem reaktionsträge. Die Substanz wird erst bei Temperaturen von über 600 °C an der Luft allmählich angegriffen und erst bei 1200 °C in O2- oder CO2-Atmosphären rasch oxidiert. In heißer Alkalilauge erfolgt eine Zersetzung unter Bildung von Ammoniak.
- chemische Beständigkeit: beständig gegen kalte Salzsäure, Schwefelsäure, Salpetersäure, Flusssäure, Kalilauge, Natronlauge und auch gegen Wasserdampf von 100 °C; stabil gegen reaktive Metallschmelzen.

## Verwendung

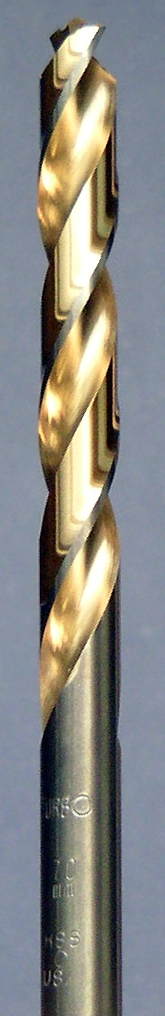
Titannitridbeschichtung auf HSS-Bohrer

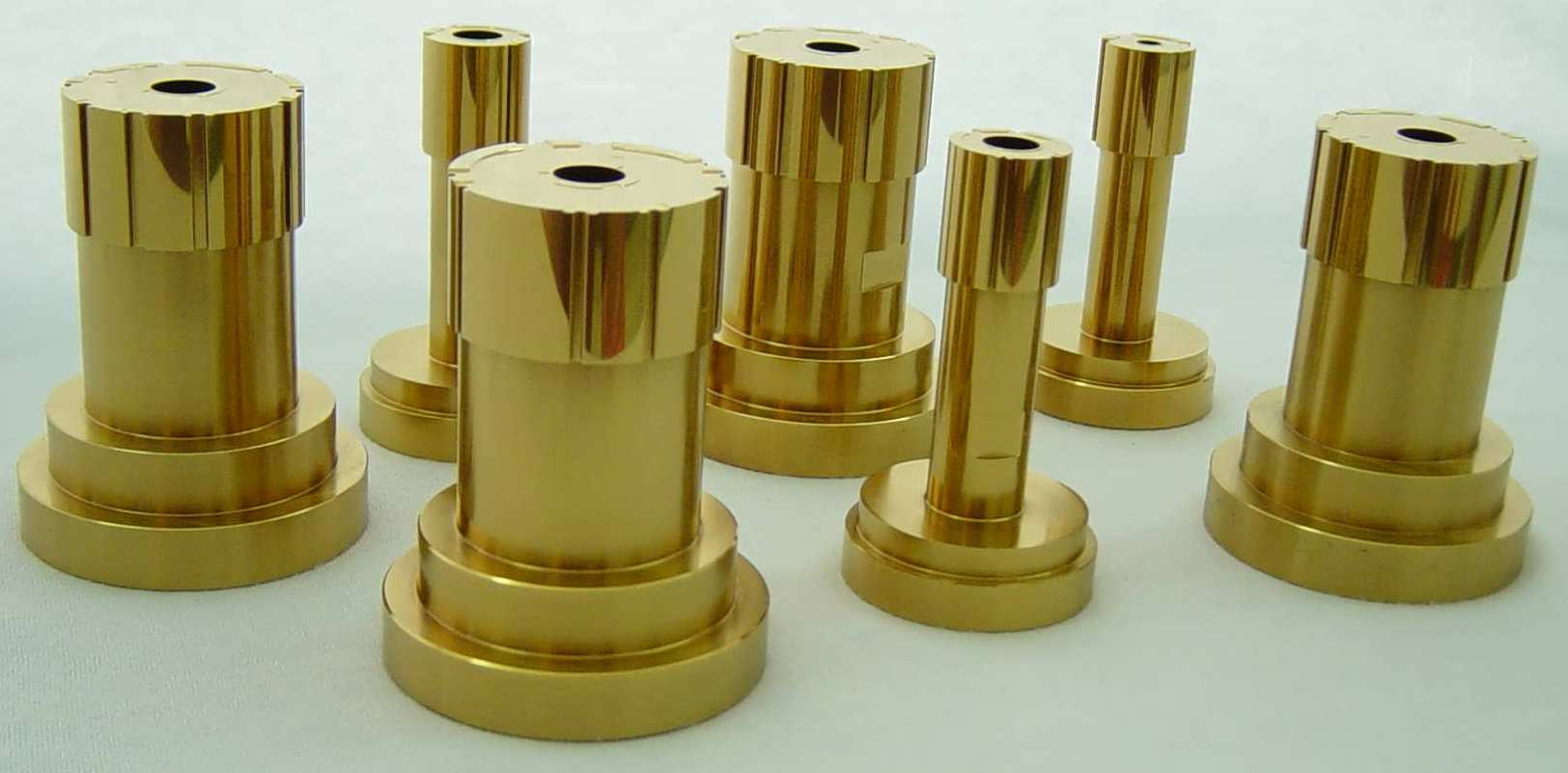
Stanzwerkzeug

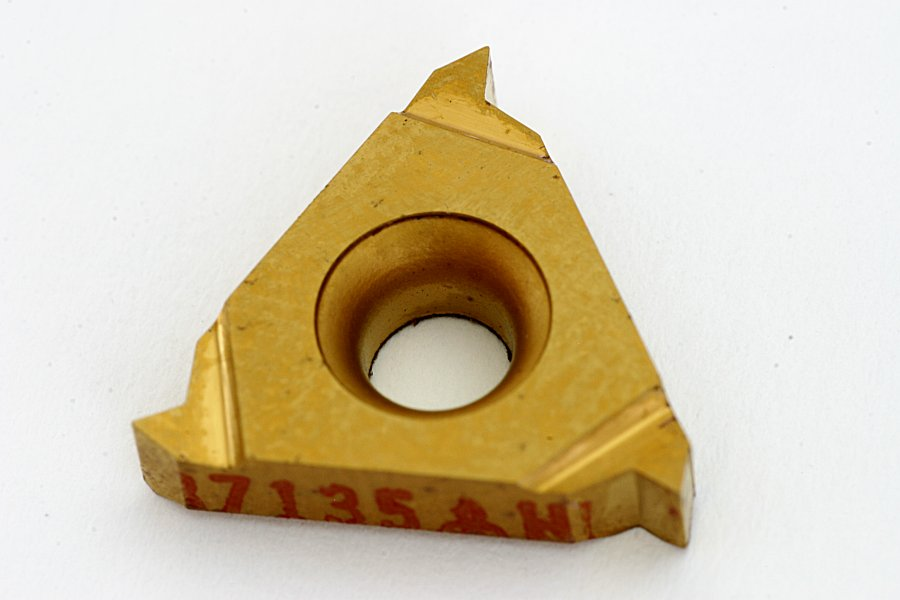
Wendeschneidplatte

Häufig steht im Vordergrund von Titannitridbeschichtungen, die Lebensdauer von Produkten und damit ihre Wirtschaftlichkeit zu erhöhen. Diese allgemein der Produktveredelung dienenden goldfarbenen Schichten sind üblicherweise sehr dünn. Typische technische Beschichtungen sind nicht dicker als 4 µm – dickere Schichten wären gegenüber Rissbildung anfällig. Der Basiswerkstoff muss zudem tragfähig sein (hohe Druckfestigkeit), damit bei einer Punktbelastung die Schicht nicht einbricht.
- TiN dient zur Beschichtung von Werkzeugwerkstoffen, besonders für Schnellarbeitsstahl und Waffen, um deren Verschleißschutz und Kratzfestigkeit zu steigern. Beschichtet werden vor allem Werkzeuge zum Trennen von Materialien, wie Bohrer, Stanzwerkzeug und Fräser.
- Seine Belastbarkeit, der geringe Verschleiß, gepaart mit guter Abfuhr der Reibungswärme qualifizieren das Material zur Verwendung als Lagerwerkstoff in Feinmaschinenlagern und Wälzlagern.
- Seine Antihaft-Eigenschaften ermöglichen den Einsatz als Hochtemperaturtrennmittel.
- TiN wird aufgrund seiner guten Gleiteigenschaften und durch sein geringes Losbrechmoment auch als Beschichtung von Gleitrohren in der Stoßdämpfertechnik und in der Hydraulik verwendet.
- Die exzellente Temperaturbeständigkeit ermöglicht das Sintern von Hartmetallpulvern.
- Aufgrund seiner Biokompatibilität ist ein Einsatz bei medizinischen und chirurgischen Instrumenten zweckmäßig. Auch bei Implantaten (als Beispiel seien Herzschrittmacherelektroden genannt) kommt diese Stoffeigenschaft zum Tragen.
- TiN besitzt neben seiner Verschleißfestigkeit auch dekorative Eigenschaften und wird deshalb auch auf Gebrauchsgütern aufgebracht. Beispiele sind Brillengestelle, Uhren und Armbänder, Bestecke.
- TiN kann als Additiv verwendet werden, um die elektrische Leitfähigkeit technischer Keramiken zu erhöhen.
- Das Material wird in der Halbleitertechnik als Barrieren-Material verwendet, da es das Eindringen von Metallatomen in Silicium zu verhindern vermag, aber gleichzeitig eine gewisse elektrische Leitung zwischen zwei zu trennenden Komponenten aufrechterhält.
- TiN-Ausscheidungen spielen eine wichtige Rolle bei der Herstellung von mikrolegierten Stählen. Durch den hohen Schmelzpunkt von TiN können solche Ausscheidungen das Austenitkornwachstum auch bei hohen Temperaturen hemmen.

## Titannitrid in Additiver Fertigung und Pulvermetallurgie
Werden Pulver titanhaltiger Legierungen thermisch bearbeitet, bildet sich in Gegenwart von Stickstoff Titannitrid. Dies ist unerwünscht, da es zu Mikrorissen führen kann. Daher wird zum einen stets unter Argon-Schutzgasatmosphäre gearbeitet und zum anderen soll der Stickstoffgehalt der Pulver selbst gesenkt werden.

## Sicherheitshinweise
Von Titannitrid geht praktisch keinerlei Gefahr aus, da es unbrennbar, ungiftig und darüber hinaus biokompatibel ist. Titannitrid ist im Sinne der EG-Richtlinien kein gefährlicher Stoff und nicht kennzeichnungspflichtig. Es wird als nicht wassergefährdend eingestuft. Als Feinstaub wäre TiN – wie alle anderen Stoffe auch – problematisch. Hier gilt ein Wert von 15 mg/m3 als tolerabel (OSHA).